# Clubiona rhododendri
Clubiona rhododendri este o specie de păianjeni din genul Clubiona, familia Clubionidae, descrisă de Barrows, 1945. Conform Catalogue of Life specia Clubiona rhododendri nu are subspecii cunoscute.